# Cratocnema simile
Cratocnema simile är en stekelart som beskrevs av Szepligeti 1914. Cratocnema simile ingår i släktet Cratocnema och familjen bracksteklar. Inga underarter finns listade i Catalogue of Life.